# Dubrava Nova
Dubrava Nova (cyr. Дубрава Нова) – wieś w Bośni i Hercegowinie, w Republice Serbskiej, w gminie Čelinac. W 2013 roku liczyła 24 mieszkańców.